# BTS-Fachdiplom
Das Höhere Fachdiplom, auch BTS-Fachdiplom (brevet de technicien supérieur – BTS) genannt, ist ein zweijähriges Kurzzeitstudium nach französischem Vorbild, das in Luxemburg im Anschluss an einen Sekundarabschluss (vergleichbar mit Abitur) besucht werden kann. Die BTS-Studiengänge müssen entsprechend den Bologna-Kriterien für eine Dauer von 5 Jahren akkreditiert werden und sind mit mindestens 120 ECTS-Kreditien versehen. Grundlage ist das Gesetz vom 19. Juni 2009 (Memorial A - N°153 vom 1. Juli 2009)

## Zielsetzung
Das BTS soll den Kandidaten zu einer höheren Berufsausbildung in ihrem jeweiligen Fachgebiet verhelfen, mit dem Ziel, den Eintritt ins Berufsleben zu vereinfachen und effizienter zu gestalten. Die Ausbildung ist im Wesentlichen auf den Erwerb von beruflichen und technologischen Kompetenzen im verwaltungstechnischen, kaufmännischen, künstlerischen und technischen Bereich ausgerichtet und adressiert Personen, die mindestens 18 Jahre alt sind und schnell eine berufliche Qualifikation erlangen möchten.

## Zulassungsbedingungen
Die Studierenden werden nach erfolgreicher Überprüfung ihrer jeweiligen Akte zugelassen, dabei kann aber die Anzahl der zugelassenen Kandidaten von der Anzahl der verfügbaren Studienplätze abhängen. Die Schule, welche die Ausbildung anbietet, berücksichtigt hierzu die Berufserfahrung und die beruflichen Kompetenzen und kann eine Auffrischung der Kenntnisse oder eine Zulassungsprüfung vorschreiben.

### Bewerbungsunterlagen
Der Bewerbung müssen die üblichen Unterlagen beigefügt werden: Passbild, Kopie des Personalausweises oder des Reisepasses, beglaubigte Kopien der Zeugnisse der letzten 3 Jahre im Sekundarunterricht einschließlich Abschlussnoten sowie ein Bewerbungsschreiben.
Der Bewerbung von Nicht-EU-Bürgern müssen zusätzlich folgende Unterlagen beigefügt werden: die Anerkennung des Abschlusszeugnisses des Sekundarunterrichts durch das Ministerium für Bildung, Kinder und Jugend (Ministère de l’Éducation nationale, de l’Enfance et de la Jeunesse) sowie eine vom luxemburgischen Justizministerium ausgestellte Aufenthaltsgenehmigung im Großherzogtum Luxemburg.

### Fristen
Beim Technischen Gymnasium für Handel und Verwaltungswesen (Lycée technique École de commerce et gestion – LTECG) in Luxemburg sind die Bewerbungen spätestens bis Mitte Juli für das kommende Wintersemester einzureichen. Für das Gymnasium für Kunst- und Handwerksberufe (Lycée des Arts et Métiers – LAM) endet die Anmeldefrist abhängig vom gewählten Studiengang.

### Fachrichtungen und Schwerpunkte
- Verwaltungstechnische und kaufmännische Fachrichtung
Das Technische Gymnasium für Handel und Verwaltungswesen (LTECG) bietet Spezialisierungen in den folgenden Fachrichtungen an:
  - Marketing – Internationaler Handel,
  - Rechnungswesen – Unternehmensverwaltung,
  - Sekretariat – Bürowesen.

- Kunst
Am Gymnasium für Kunst- und Handwerksberufe (LAM[2]) können folgende Spezialisierungen belegt werden:
  - Trickfilmanimation,
  - Mediengestalter Digital und Print.
  - Kino und Audiovisuell
  - Game Art und Spielentwicklung

- Gesundheitswesen
Das Lycée technique pour professions de santé (LTPS[3]) bietet Studiengänge in den folgenden Spezialbereichen des Berufs der Krankenschwester und des Krankenpflegers an. Diese werden mit einer Höheren Fachdiplom-Spezialisierung (BTS de spécialisation) abgeschlossen:
  - Kinderkrankenschwester/-pfleger,
  - Krankenschwester/-pfleger in der Psychiatrie,
  - Anästhesie- und Reanimations-Krankenschwester/-pfleger,
  - Hebamme,
  - medizinisch-technische(r) Assistent(in) in der Chirurgie.

- Industrie
Im Bereich Industrie können folgende Spezialisierungen belegt werden:
  - Technisches Projektmanagement – am Gymnasium für Kunst- und Handwerksberufe (LAM),
  - Bauführer – am Gymnasium Josy Barthel Mamer (Lycée Josy Barthel Mamer – LJBM[4]),
  - Telekommunikations- und Netzwerktechnik – am Technischen Lyzeum in Esch-sur-Alzette (Lycée technique d’Esch-sur-Alzette – LTE[5]).

- Dienstleistungsgewerbe
Das Gymnasium für Kunst- und Handwerksberufe (LAM) bietet aktuell eine Spezialisierung in folgenden Bereichen an:
  - Informatik.
  - Automation

## Zulassung zu verkürztem universitären Bachelor-Studium
Auf der Basis der durch den Bologna-Prozess in Luxemburg implementierten Anerkennung berufsbezogener Kompetenzen und Qualifikationen (VAE-Richtlinien – Validations des Acquits de l’Expérience) bietet die eufom-University BTS-Absolventen nach einer Kompetenz-orientierten Zulassungsprüfung die Möglichkeit, einen universitären Bachelor-Abschluss in den Studienprogrammen „Business Administration“ und „International Management“ in drei Semestern zu erlangen. Weiterhin besteht die Möglichkeit, eine Kandidatur für eine Licence Professionnelle (3. Jahr, 60 ECTS-Kredite) an einem französischen IUT (Institut Universitaire de Technologie) einer französischen Universität einzureichen.